# 潮人·編
超級時尚編輯戰（Stylista）是以美國時尚為主題的真人實境秀。於2008年10月22日在美國和加拿大首播，由名模泰拉·班克斯製作。台灣於2009年5月23日於Channel V播出，香港則於2009年4月19日於明珠台播出。節目以美國ELLE雜誌總部為背景，由11名參賽透過各項挑戰，爭取成為《ELLE》主編Anne Slowey的實習助手。勝出者可得到《ELLE》的初級編輯一職、一年的曼哈頓公寓租約及價值十萬美金的H&M服裝贊助。

## 每集內容
- Pilot
- Hidden Gems
- No More Mr. Nice Guy
- Shop It Like It's Hot
- It's All About Who You Know
- Clip Show
- Model Behavior
- Fashion Show 101
- The Right Fit

## 外部連結
- 互联网电影数据库（IMDb）上《Stylista》的资料（英文）
- 明珠台節目簡介 （页面存档备份，存于）